# Kurzia hawaica
Kurzia hawaica là một loài rêu tản trong họ Lepidoziaceae. Loài này được (C.M. Cooke) Grolle miêu tả khoa học lần đầu tiên năm 1963.